# Lorenzo di Piero Sartori
Lorenzo di Piero Sartori (1466 – 1532 circa) è stato un ceramista italiano.

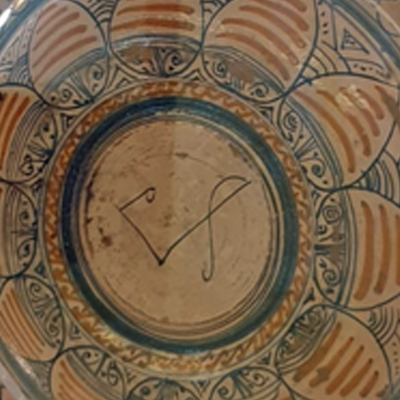
Rosso di Montelupo particolare della sigla "Lo". La firma è riconducibile alla bottega di Lorenzo di Piero Sartori. Talvolta l'unione tra la "L" e la "o" sembra voler sottintendere la lettera "z" e quindi il nome "Lorenzo".

Esponente di una delle famiglie di ceramisti montelupine, è noto per essere l'autore del Rosso di Montelupo.

## Biografia
Lorenzo di Piero Sartori nacque nel 1466 da Piero e da Lucrezia, primo di quattro fratelli e due sorelle. Il cognome "Sartori" deriva dalla professione che il padre Piero molto probabilmente esercitò, ovvero quella di sarto. Nel 1483, alla morte del padre, assunse il compito di capofamiglia. I membri della famiglia Sartori, secondo la portata catastale del 1487, dichiararono di esercitare la professione di ceramisti e di addetti generici alla bottega in diverse fornaci montelupine. Da questo documento lasciarono sottintendere di non avere una propria attività produttiva.
Nel 1494, all'età di 28 anni, Lorenzo Sartori sposò Maddalena, figlia di Simone di Bartolomeo dalla quale ebbe cinque figli, tre maschi e due femmine. Grazie alla dote che ricevette dalla moglie, diventò proprietario di una fornace a Montelupo. Per questo motivo, dal 1495, i membri della famiglia Sartori cominciarono a produrre ceramiche in proprio.
Lorenzo di Piero Sartori nella sua bottega realizzò molte ceramiche per importanti acquirenti fiorentini. Dai documenti risultò come fornitore della famiglia Antinori nel 1503, dell'Ospedale degli Innocenti nel 1512 e del convento di San Donato in Polverosa dal 1516 al 1518. Sempre nel 1518 lavorò per Clarice Strozzi de' Medici e dal 1521 al 1529 per l'Ospedale di Santa Maria Nuova a Firenze.
La data della sua morte non è del tutto certa ma è anteriore all'anno 1532, nel quale viene riportato come erede il fratello Luca: "Luca fu Piero Sarto, erede dei fratelli Lorenzo e Morello di Piero...".

## Opere

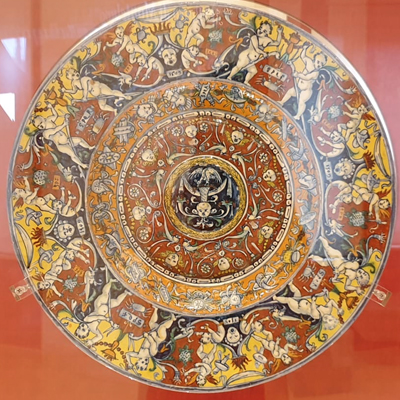
Il Rosso di Montelupo

- Alzata con vasca emisferica, 1490-1510, Montelupo Fiorentino, Museo della Ceramica (anche se non è marcata con la sigla "Lo", questa maiolica è attribuita a Lorenzo di Piero Sartori poiché è stata trovata nel sito della fornace che usava firmare i suoi prodotti in questo modo)[9]
- Boccale con stemma Lamberti, 1490-1510, Berlino, Kunstgewerbemuseum
- Boccale, 1490-1510, Montelupo Fiorentino, Museo della Ceramica
- Boccale con figura di rapace, 1500-1520, Faenza, Museo Internazionale delle Ceramiche
- Scodelliforme a breve tesa, 1505-1515, Parigi, Museo del Louvre
- Boccale con stemma Altoviti-Ridolfi di Borgo, 1505-1515, Berlino, Kunstgewerbemuseum
- Scodelliforme frammentario, 1508-1515, Montelupo Fiorentino, Museo della Ceramica
- Rosso di Montelupo, 1509, Montelupo Fiorentino, Museo della Ceramica
- Boccale con stemma Medici-Salviati, 1510-1520, Firenze, Museo Nazionale del Bargello
- Versatore su piede, 1510-1520, Montelupo Fiorentino, Museo della Ceramica
- Ciotola, 1515-1525, Montelupo Fiorentino, Museo della Ceramica

## Albero genealogico (estratto)
| Lorenzo |  | |  |                            |
|         |  | Piero (†1483 circa) - Probabilmente svolse il lavoro di sarto, dal quale deriva il cognome "Sartori".                                                                              |  |                            |
|         |  | |  |                            |
|         |  | |  | LORENZO (1466 †1532 circa) |
|         |  | |  |                            |
|         |  | |  | Gabriello (1503 †?)        |
|         |  | |  |                            |
|         |  | Luca (? †?) - Ceramista. |  |                            |
|         |  | |  |                            |
|         |  | Francesco (? †1570 circa) - Ceramista. Si trasferì a Borgo San Lorenzo dove lavorò come ceramista in una propria bottega.                                                          |  |                            |
|         |  | |  |                            |
|         |  | Morello (1469 †1522 circa) - Ceramista. |  |                            |
|         |  | |  |                            |
|         |  | Gabriello (1475 †1503 circa) - Ceramista. |  |                            |
|         |  | |  |                            |
|         |  | Luca (1477 †1551) - Ceramista. Dopo la morte dei suoi fratelli assunse il compito di capofamiglia. Questo è riportato in un documento del 1532, nel quale viene citato come erede. |  |                            |
|         |  | |  |                            |
|         |  | Piero (1484 †?) - Ceramista. |  |                            |
|         |  | |  |                            |